# Áed Muimnech Ua Conchobair
Áed Muimnech (? mac Fedlimid) Ua Conchobair  (mort en 1280)  est  roi de Connacht de 1278 à 1280.

## Origine
Áed Muimnech est considéré comme le fils de Felim mac Cathal Crobderg Ua Conchobair par les Annales de Connacht et les Annales des quatre maîtres, toutefois les sources modernes le désignent comme seulement « apparenté » à ce dernier

## Règne
En 1278  après les meurtres de Tadg Ruad mac Toirrdelbaig tué par les fils de Cathal mac Diarmata et de Ruiaidri mac Toirrdelbaig héritier présomptif du royaume par Gilla Christ mac Flannchaid . Les Annales relèvent simplement que : « Áed Muimnech fils de Felim assume la royauté  »  
Son bref règne est marqué par les meurtres de Maelsechlainn mac Toirrdelbaig  et de Conchobar mac Diarmaid fils de Magnus Ua Conchobair  sans autre précision.
En 1280 un différend éclate entre Áed Muimnech, roi de Connacht, et les descendants de Muirchertach Muimnech. Ils tuent Áed Muimnech dans le bois de  Daingen et font prisonnier Maelsechlainn le fils de Magnus le même jour. O' Domnaill  met à rançon ce dernier pour 400 vaches et 20 chevaux. Après cela Cathal Ruad mac Conchobair Ruaid fils de Muirchertach Muimnech (1210) fils de Toirdelbach Ua Conchobair est fait roi par les « Hommes du Connacht ».

## Sources
- (en) T.W Moody, F.X. Martin,F.J. Byrne, Maps, Genealogies, Lists. A companion to Irish History part II, Oxford, Oxford University Press, coll. « A New History of Ireland » (no 9), 2011, 674 p. (ISBN 9780199593064), p. 223-225 « O'Connors Ó Conchobhair Kings of Connacht 1183-1474  »  et généalogie n°28 et 29 (a)  p. 158-159
- (en) Goddard Henry Orpen (Introduction de Seán Duffy), Ireland under the Normands 1169-1333, vol. III, Dublin, Four Courts Press (réédition), 2005, 633 p. (ISBN 9781846828188), p. 361-376 The Conquest of Connaught 1224-37 & The Sub-infeudation of Connaught, 1237, and Afterwards p.377-393